# Łupek krystaliczny
Łupek krystaliczny, łupek metamorficzny – skała metamorficzna o doskonałej łupkowatości, czyli podzielności na płytki.
Łupki krystaliczne stanowią obszerną grupę skał metamorficznych powstających w płytkich strefach metamorfizmu, o różnym składzie mineralnym i wyraźnie zaznaczonej teksturze łupkowej. Mają doskonałą łupkowatość, czyli podzielność płasko-równoległą, wzdłuż której dzielą się na cienkie kolumny o grubości 1-10 mm albo też cienkie kolumny „ołówkowe” wyznaczające linijność.
Według definicji opartej na składzie mineralogicznym łupek krystaliczny nazywa się skałą złożoną przede wszystkim z kwarcu (do 80%) i łyszczyków, a ponadto ze skaleni (do 20%), węglanów (do 50%), amfiboli (aktynolitu), epidotu. Częstokroć w ich składzie dominuje jeden minerał, decydujący o ich właściwościach i nadający im nazwę, np. grafit – łupek grafitowy, serycyt – łupek serycytowy, talk – łupek talkowy, chloryt – łupek chlorytowy, łyszczyki – łupek łyszczykowy i inne. Właściwości pochodzące od dominującego składnika są jednak często maskowane przez obecność innych minerałów, np. kwarcu, grafitu.
Pojęcie łupek krystaliczny, zwłaszcza w starszej literaturze i opisach regionalnych, jest niekiedy rozumiane szerzej, obejmując wszystkie łupki metamorficzne oraz gnejsy (=skały krystaliczne).